# Alison Wylie
Alison Wylie (Swindon, 1954) é uma filósofa canadense da arqueologia. Ela é professora de filosofia na Universidade da Colúmbia Britânica e detém uma Cátedra de Pesquisa do Canadá em Filosofia das Ciências Sociais e Históricas.
Wylie é especialista em filosofia da ciência, ética em pesquisa e feminismo nas ciências sociais, particularmente arqueologia e antropologia.

## Infância e educação
Wylie nasceu em 1954 em Swindon, Inglaterra. Ela cresceu no Canadá e obteve seu diploma de graduação em Filosofia e Sociologia pela Mount Allison University em 1976. Ela então estudou na Universidade de Binghamton, onde obteve um mestrado em antropologia (1979), e um doutorado em filosofia através do Programa de História e Filosofia das Ciências Sociais e Comportamentais de curta duração (1982). Sua tese de doutorado foi intitulada Positivismo e a Nova Arqueologia, orientada por Rom Harré.

## Carreira acadêmica
Wylie ocupou cargos docentes na Universidade de Western Ontario (1985–1998), Universidade Washington em St. Louis (1998–2003), Barnhard College / Universidade Columbia (2003–2005), Universidade de Washington (2005–2017) e Universidade de Durham (2013-2017). Ela também ocupou cargos de visitante na Universidade Nacional da Austrália, Universidade de Reading, Universidade Stanford, École des hautes études en sciences sociales em Paris, Universidade da Califórnia em Berkeley, Universidade de Nova Iorque, Universidade de Denver e Durham University. Atualmente é professora no departamento de filosofia da Universidade da Colúmbia Britânica.
Wylie co-presidiu o comitê de ética em arqueologia da Society for American Archaeology (SAA), que elaborou os Princípios de Ética Arqueológica em uso pela SAA. Wylie recebeu um Prêmio de Reconhecimento Presidencial da SAA em 1995 por este trabalho.
Ela foi a editora sênior de Hypatia, A Journal of Feminist Philosophy entre 2008 e 2013) e foi nomeada Filosófa destaque do ano pela Sociedade Feminina na Filosofia em 2013. Ela atuou como presidente da Associação Filosófica Americana Pacific Division entre 2011 e 2012  e é a atual presidente da Associação Filosófica da Ciência (2019-2020). Em novembro de 2019, Wylie foi eleita membro correspondente da Academia Australiana de Humanidades.
Wylie recebeu em 2019 o prêmio Alan Saunders Memorial Lecture  (Associação Australiana de Filosofia e Australian Broadcast Corporation); a Distinta Palestra 2018 do Fórum de História das Ciências Humanas; a Dewey Lecture de 2017, Pacific Division da Associação Filosófica Americana; a palestra Katz Distinguished de 2016 na Universidade de Washington; a Springer Lecture de 2013, Associação Europeia de Filosofia da Ciência; a Palestra Mulvaney de 2013, Universidade Nacional Australiana; e Patty Jo Watson Distinguished Lecturer de 2008, Divisão de Arqueologia, American Anthropological Association.

## Obras publicadas
Livros
- (2016). Evidential Reasoning in Archaeology, co-authored with Robert Chapman, Bloomsbury Academic Publishing, London: Bloomsbury.
- (2015). Material Evidence, Learning from Archaeological Practice, co-edited with Robert Chapman, London: Routledge.
- (2007). Value-Free Science? Ideals and Illusions, co-edited with Harold Kincaid and John Dupré, Oxford: Oxford University Press.
- (2002).  Thinking From Things: Essays in the Philosophy of Archaeology, Berkeley CA: University of California Press.
- (1995). Ethics in American Archaeology: Challenges for the 1990s, co-edited with Mark J. Lynott, Washington D.C.: Society for American Archaeology Special Report Series.
- (1995). Breaking Anonymity: The Chilly Climate for Women Faculty, co-edited with members of the Chilly Collective, Waterloo, Ontario: Wilfrid Laurier University Press.
- (1994). Equity Issues for Women in Archaeology, co-edited with Margaret C. Nelson and Sarah M. Nelson, Washington, D.C.: Archeological Papers of the American Anthropological Association, Number 5.

Pautas especiais
- Hypatia thematic clusters: Women in Philosophy: The Costs of Exclusion, and Epistemic Justice, Ignorance, and Procedural Objectivity (editor), Hypatia 26.2 (2011).
- Feminist Legacies / Feminist Futures, 25th Anniversary Special Issue of Hypatia, A Journal of Feminist Philosophy, co-edited with Lori Gruen, 25.4 (2010).
- Doing Archaeology as a Feminist, Special Issue of the Journal of Archaeological Method and Theory, guest edited with Margaret W. Conkey, 14.3 (2007).
- Epistemic Diversity and Dissent, Special Issue of Episteme: Journal of Social Epistemology, guest editor, 3.1 (2006).
- Feminist Science Studies, Special Issue of Hypatia, A Journal of Feminist Philosophy, guest edited with Lynn Hankinson Nelson, 19.1 (2004).
- Special Issues of Philosophy of the Social Sciences: selected papers from the Philosophy of Social Science Roundtable, March issues since 2000 (PoSS 30.1 to 44.2).

Artigos e similares
- “Crossing a Threshold: Collaborative Archaeology in Global Dialogue,” Archaeologies 15.5 (2019): 570-587.
- “Representational and Experimental Modeling in Archaeology”: Springer Handbook of Model-based Science, Part I, eds. Magnani and Bertolotti, 2017, pp. 989–1002.
- “What Knowers Know Well: Standpoint Theory and the Formation of Gender Archaeology,” Scientiae Studia 15.1 (2017): 13-38.
- “From the Ground Up: Philosophy and Archaeology,” Proceedings and Addresses of the APA 91 (2017): 118-136.
- “Feminist Philosophy of Social Science”: Routledge Companion to Feminist Philosophy, eds.  Garry, Khader, and Stone, 2017, pp. 328–340.
- “How Archaeological Evidence Bites Back: Strategies for Putting Old Data to Work in New Ways”: Science, Technology and Human Values 42.2 (2017): 203-225.
- “A Plurality of Pluralisms: Collaborative Practice in Archaeology”: in Objectivity in Science: New Perspectives from Science and Technology Studies, eds. Padovani, Richardson, and Tsou, Springer, 2015, pp. 189–210.
- “’Do Not Do Unto Others…’: Cultural Misrecognition and the Harms of Appropriation in an Open Source World,” with George Nicholas: in Appropriating the Past, eds. Scarre and Coningham, CUP, 2012, pp. 195-221.
- “Feminist Philosophy of Science: Standpoint Matters,” Proceedings and Addresses of the APA 86.2 (2012): 47-76.
- “Critical Distance: Stabilizing Evidential Claims in Archaeology”: in Evidence, Inference and Enquiry, eds.  Dawid, Twining, and Vasilaki, OUP, 2011, pp. 371–394.
- “What Knowers Know Well: Women, Work, and the Academy,” in Feminist Epistemology and Philosophy of Science: Power in Knowledge, ed. Grasswick, Springer, 2011, pp. 157–179.
- “Archaeological Facts in Transit: The ‘Eminent Mounds’ of Central North America”, in How Well do ‘Facts’ Travel?, edita Howlett and Morgan, CUP, 2010, pp. 301–322.
- “Archaeological Finds: Legacies of Appropriation, Modes of Response,” co-authored with George Nicholas, in The Ethics of Cultural Appropriation eds. Young and Brunk, Wiley-Blackwell, 2009, pp. 11–54.
- “Agnotology in/of Archaeology,” Agnotology: The Making and Unmaking of Ignorance, eds. Proctor and Schiebinger, Stanford UP, 2008, pp. 183–205.
- “The Promise and Perils of an Ethic of Stewardship,” Embedding Ethics, eds. Meskell and Pells, Berg, 2005, pp. 47–68.
- “Why Standpoint Matters,” in Science and Other Cultures: Issues in Philosophies of Science and Technology, eds. Figueroa and Harding, Routledge, 2003, pp. 26–48.
- “Doing Social Science as a Feminist: The Engendering of Archaeology,” in Feminism in Twentieth Century Science, Technology, and Medicine, eds. Creager, Lunbeck, and Schiebinger, Chicago UP, 2001, pp. 23–45.
- “Standpoint Matters, in Archaeology for Example,” Primate Encounters: Models of Science, Gender, and Society, eds. Strum and Fedigan, Chicago UP, 2000, pp. 243–260.
- “Questions of Evidence, Legitimacy, and the (Dis)Unity of Science” American Antiquity 65.2 (2000): 227-237.
- “Rethinking Unity as a Working Hypothesis for Philosophy of Science,” Perspectives on Science 7.3 (1999): 293-317.
- “Science, Conservation, and Stewardship: Evolving Codes of Conduct in Archaeology,” Science and Engineering Ethics 5.3 (1999): 319-336.
- “Good Science, Bad Science, or Science as Usual?: Feminist Critiques of Science,” in Women in Human Evolution, ed. Hager, Routledge, 1997, pp. 29–55.
- “The Engendering of Archaeology: Refiguring Feminist Science Studies,” Osiris 12 (1997): 80-99.
- “Ethical Dilemmas in Archaeological Practice: Looting, Repatriation, Stewardship, and the (Trans)formation of Disciplinary Identity,” Perspectives on Science 4.2 (1996): 154-194.
- “The Constitution of Archaeological Evidence: Gender Politics and Science,” in The Disunity of Science: Boundaries, Contexts, and Power, eds. Galison and Stump, Stanford UP, 1996, pp. 311–343.
- “Epistemic Disunity and Political Integrity,” in Making Alternative Histories: The Practice of Archaeology and History in Non-Western Settings, eds. Schmidt and  Patterson, SAR Press, 1995, pp. 255–272.
- “Unification and Convergence in Archaeological Explanation: The Agricultural ‘Wave of Advance’ and the Origins of  Indo-European Languages,” The Southern Journal of Philosophy 34, Supplement (1995): 1-30.
- "Doing Philosophy as a Feminist: Longino on the Search for a Feminist Epistemology,” Philosophical Topics 23.2 (1995): 345-358.
- “'Invented Lands/Discovered Pasts': The Westward Expansion of Myth and History,” Historical Archaeology 27.4 (1993): 1-19.
- “The Interplay of Evidential Constraints and Political Interests: Recent Archaeological Work on Gender,” American Antiquity 57 (1992): 15-34.
- “Reasoning About Ourselves: Feminist Methodology in the Social Sciences,” in Women and Reason, eds.  Harvey and Okruhlik, Michigan UP, 1992, pp. 225–244.
- “Gender Theory and the Archaeological Record,” Engendering Archaeology: Women and Prehistory, eds. Conkey andGero, Blackwell, 1991, pp. 31–54.
- “Archaeological Cables and Tacking: The Implications of Practice for Bernstein's 'Options Beyond Objectivism and Relativism',” Philosophy of the Social Sciences 19 (1989): 1-18.
- “Arguments for Scientific Realism: The Ascending Spiral,” American Philosophical Quarterly 23 (1986): 287-297.
- “The Reaction Against Analogy,” Advances in Archaeological Method and Theory 8 (1985): 63-111.
- “Between Philosophy and Archaeology,” American Antiquity 50 (1985): 478-490.
- “Epistemological Issues Raised by a Structuralist Archaeology,” in Symbolic and Structural Archaeology, ed.  Hodder, Cambridge University Press, Cambridge, 1982, pp. 39–46.